# William Hamilton and Company
William Hamilton and Company était une entreprise de construction navale britannique située à Port Glasgow en Écosse. La compagnie a été achetée par Lithgow Ltd., qui plus tard devient Scott Lithgow et a été nationalisée comme élément de British Shipbuilders en 1977.
Durant la Seconde Guerre mondiale, la compagnie a construit divers navires pour la Royal Navy, incluant des dragueurs de mines de la classe Bangor.
Hamilton a construit le Pacific Star pour la Booth Steamship Company Ltd, qui a été loué à la Blue Star Line comme seul pétrolier Blue Star.
Certains des navires marchands qu’Hamilton a construits pendant la Seconde Guerre mondiale étaient armés comme CAM ships, incluant le SS Michael E et le SS Primrose Hill.
Ce chantier a construit pour la Hall Corporation Shipping Ltd/Halco (Montréal)  le navire auto-déchargeur canadien HALLFAX coque # 526 en 1962.

## Navires construit par William Hamilton Co Ltd

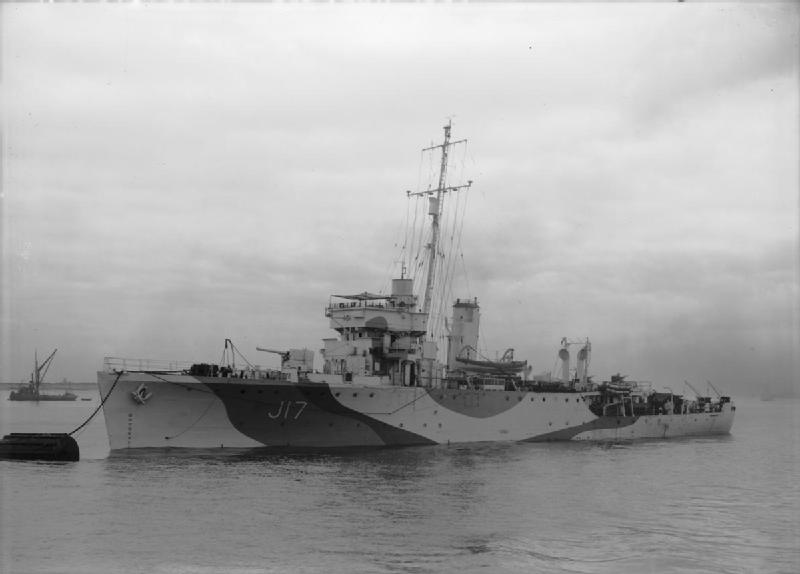
Le dragueur de mines de classe Halcyon en 1944

Liste non exhaustive
| Navire              | Lancement | Sort                                                                   |
| ------------------- | --------- | ---------------------------------------------------------------------- |
| SS Acacia           | 1879      | Coulé après une collision en 1903                                      |
| SV Ada Melmore      | 1877      | Coulé après une collision en 1887                                      |
| SS Adato (1899)     | 1899      | Coulé en 1909                                                          |
| SS Agamemnon        | 1946      | Coulé après avoir pris feu en 1969                                     |
| MV Alaunia          | 1960      | Coulé en 1993                                                          |
| SS Alice Taylor     | 1891      | Coulé en 1918                                                          |
| Altair              | 1916      | Détruit en 1940                                                        |
| MV Andania          | 1959      | Démoli en 1986                                                         |
| SS Andoni           | 1898      | Torpillé et coulé en 1917                                              |
| SS Annapolis        | 1911      | Torpillé et coulé en 1917                                              |
| Antares             | 1916      | Démoli en 1936                                                         |
| SS Ashantian        | 1935      | Torpillé et coulé en 1943                                              |
| MV Athelduchess     | 1929      | En état d'épave en 1943, réparé en 1948, Démoli en 1971                |
| MV Athelempress     | 1930      | Torpillé et coulé en 1942                                              |
| MV Athelmonarch     | 1928      | Coulé par l'U97 en 1940                                                |
| MV Athelprincess    | 1923      | Torpillé et coulé en 1943                                              |
| MV Athelsultan      | 1929      | Torpillé et coulé en 1942                                              |
| RFA Bacchus         | 1915      | Coulé comme navire-cible en 1938                                       |
| MV Baron Dalmeny    | 1924      | Démoli en 1960                                                         |
| SS British Holly    | 1917      | Démoli en 1931                                                         |
| SS British Officer  | 1955      | Démoli en 1977                                                         |
| HMIS Carnatic       | 1942      | Démoli en 1949                                                         |
| SS Charlton Hall    | 1907      | Démoli en 1934                                                         |
| SS Clan Matheson    | 1919      | Démoli en 1955                                                         |
| SS Craigoswald      | 1899      | Détruit sur les rochers de Low Lee à Mount's Bay, Cornouailles en 1911 |
| SS Craster Hall     | 1909      | Détruit en 1927                                                        |
| SV David Morgan     | 1891      | Perdu en 1898                                                          |
| SS Empire Call      | 1944      | Échoué et détruit en 1945                                              |
| SS Empire Swordsman | 1944      | Démoli en 1968                                                         |
| SS Empire Trumpet   | 1943      | Echoué sur l'île de Kish en Iran depuis 1966                           |
| HMS Gossamer        | 1937      | Coulé en 1942                                                          |
| SV Hans             | 1904      | Démoli en 1948                                                         |
| SS Heathercliff     | 1883      | Coulé en 1894                                                          |
| SS Hyndford         | 1905      | Démoli en 1930                                                         |
| HMS Ilfracombe      | 1941      | Démoli en 1948                                                         |
| SS Kerkenna         | 1900      | Démoli en 1963                                                         |
| HMIS Khyber         | 1942      | Démoli en 1949                                                         |
| SS Kingston Hill    | 1940      | Coulé par l'ennemi en 1941                                             |
| HMIS Kumaon         | 1942      | Démoli en 1949                                                         |
| SV Kurt             | 1904      | Renommé Moshulu. Transformé comme restaurant à Philadelphie            |
| MV Limerick         | 1925      | Torpillé et coulé en 1943                                              |
| HMS Llandudno       | 1941      | Démoli en 1952                                                         |
| SS Lulworth Hill    | 1940      | Coulé par l'ennemi en 1943                                             |
| MV Lycia            | 1954      | Démoli en 1977                                                         |
| HMS Lychnis         | 1917      | Transféré à l'Indian Marine Service en 1921 comme HMIS Cornwallis      |
| SS Macassa          | 1888      | Coulé en 1928                                                          |
| SS Marietta E       | 1940      | Coulé par l'ennemi en 1943                                             |
| HMS Melton          | 1916      | Démoli en 1951                                                         |
| SS Michael E        | 1941      | Coulé par l'ennemi pendant son voyage inaugural en 1941                |
| SS Minerva          | 1909      | SCoulé après avoir heurté une mine en 1945                             |
| SS Mount Ida        | 1938      | Échoué et détruit en mer du Nord au large de Norfolk en 1939           |
| HMS Nigella         | 1916      | Vendu en 1921                                                          |
| MV Nordenes         | 1956      | Démoli en 1981                                                         |
| HMS P13             | 1916      | Démoli en 1923                                                         |
| HMS P38             | 1917      | Démoli en 1937                                                         |
| HMS P57             | 1917      | Vendu à l'Egypte en 1920, renommé El Raqib                             |
| HMS P58             | 1917      | Démoli en 1921                                                         |
| MV Pacific Star     | 1954      | Démoli en 1973                                                         |
| HMS Pansy           | 1916      | Démoli en 1920                                                         |
| HMS Pelargonium     | 1918      | Vendu en mai 1921                                                      |
| SS Primrose Hill    | 1941      | Coulé par l'ennemi en 1942                                             |
| HMS Prince Rupert   | 1915      | Démoli en 1923                                                         |
| HMIS (Rohilkand)    | 1942      | Démoli en 1963                                                         |
| HMS Rothesay        | 1941      | Démoli en 1950                                                         |
| SS Saint Bernard    | 1939      | Coulé en 1967                                                          |
| HMS Speedwell       | 1935      | Démoli en 1954                                                         |
| HMS Speedy          | 1938      | Démoli en 1957                                                         |
| HMS Sphinx          | 1939      | Bombardé et détruit en 1940                                            |
| SS Strathbeg        | 1909      | Bombardé et coulé en 1944                                              |
| SS Strathgarry      | 1907      | Torpillé et coulé en 1917                                              |
| HMS Tarantella      | 1917      | Vendu pour usage commercial en 1921                                    |
| HMS Tenby           | 1941      | Démoli en 1948                                                         |
| MV Trecarrell       | 1959      | Coulé après une explosion en 1979                                      |
| MV Valverda         | 1934      | Renommé Alfred Olsen. Torpillé et coulé en 1941                        |
| SS Waitemata        | 1908      | Torpillé et coulé en 1918                                              |
| SS Westfalia        | 1882      | Coulé en 1889                                                          |
| SS Zara             | 1897      | Torpillé et coulé en 1917                                              |